# Primitive (canción)
Primitive es una canción interpretada por la cantante y compositora estadounidense  Cyndi Lauper, incluida su tercer álbum de estudio A Night to Remember (1989). La compañía discográfica Epic Records la publicó el 18 de junio de 1989 como segundo                  sencillo del disco.
Líricamente que describe la reacción física del cuerpo tiene que la tensión sexual o atracción física a alguien: "Mi corazón empieza a golpear como un puño / te veo ahí y yo no puedo resistir / Me haces temblar como una medusa".
Neerlandesa 3-la pista 12 ", incluye" Girls Just Wanna Have Fun "y" Insecurious ". 

## Posicionamiento en las listas musicales
| Chart (1990)            | Peak position |
| ----------------------- | ------------- |
| Colombian Singles Chart | 4             |
| Chilean Singles Chart   | 10            |

- Datos: Q4047357